# Distigmoptera mesochorea
Distigmoptera mesochorea är en skalbaggsart som beskrevs av Blake 1943. Distigmoptera mesochorea ingår i släktet Distigmoptera och familjen bladbaggar. Inga underarter finns listade i Catalogue of Life.